# 's-Heer Hendrikskinderen

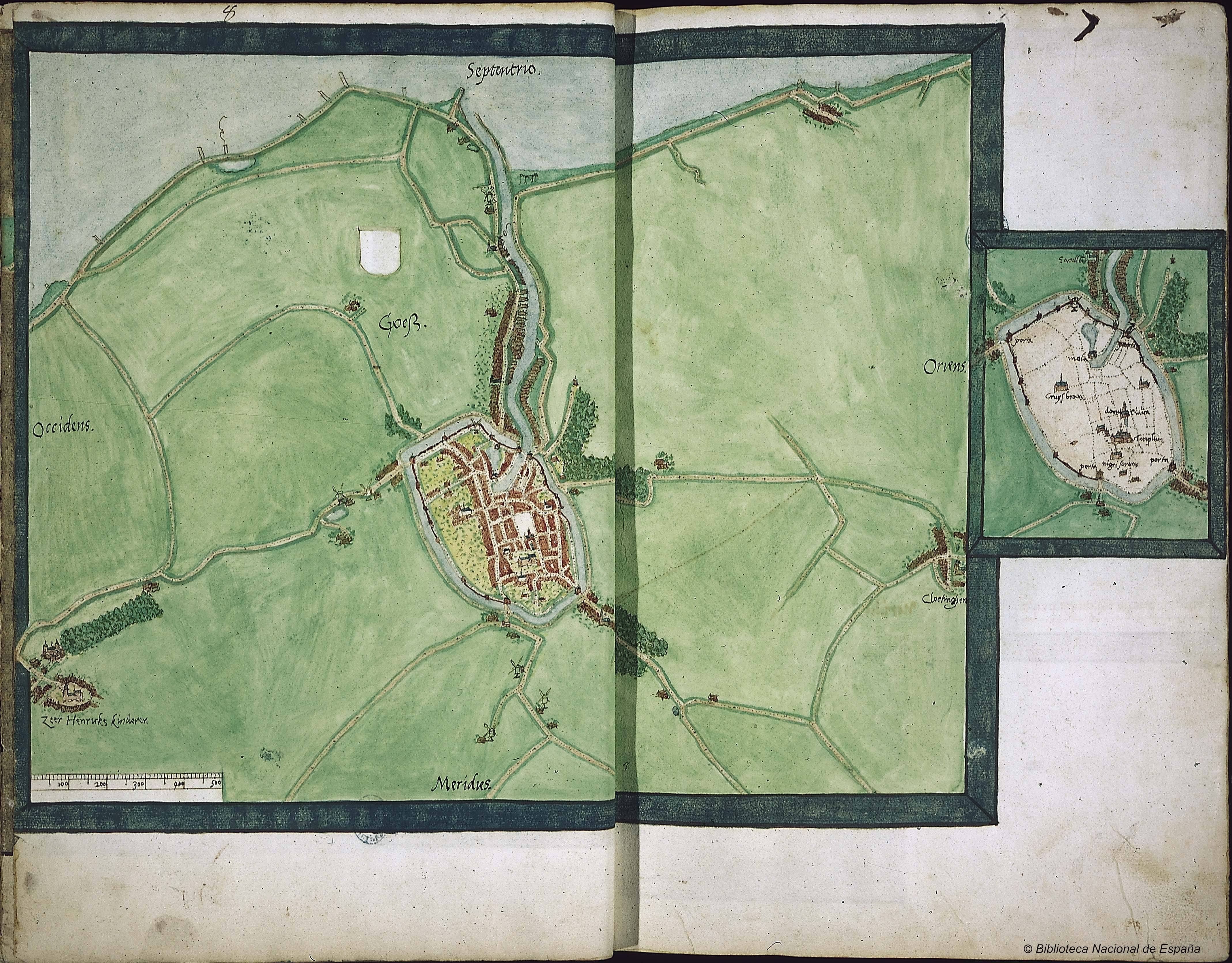
Sur cette carte de Goes datant du XVIe siècle, on voit « Zeer Henriks kinderen » (sic) dans le coin inférieur gauche.

‌'s-Heer Hendrikskinderen est un village de la commune de Goes, dans la province néerlandaise de Zélande. Le village comptait 1 340 habitants en 2004.